# Une folie
Une folie (svensk titel: Målaren och modellerna) är en komedi med sång i två akter med libretto av Jean-Nicolas Bouilly och musik av Étienne-Nicolas Méhul. Komedin översattes till svenska av Carl Gustaf Nordforss. Den framfördes i Sverige 1 februari 1804 på Arsenalsteatern, Stockholm. Mellan 1804 och 1816 framfördes den 67 gånger på Arsenalsteatern och mellan 1811 och 1863 framfördes den 63 gånger på Gustavianska operahuset.

## Roller
| Roller              | Stämma | Premiärbesättning | Rollbesättning vid den svenska premiären den 1 februari 1804 (Dirigent: ) |
| ------------------- | ------ | ----------------- | ------------------------------------------------------------------------- |
| Cerberin            |        |                   | Lars Hjortsberg                                                           |
| Stålsporre          |        |                   | Carl Gustaf Lindström                                                     |
| Räfklo              |        |                   | Louis Deland                                                              |
| Bryngel             |        |                   | Johan Fredrik Wikström                                                    |
| Pelle Jonson Krycka |        |                   | Carl Fredrik Berg                                                         |
| En dragon           |        |                   | Axel Fredrik Cederholm                                                    |
| Emelie              |        |                   | Jeanette Wässelius                                                        |